# Ашкаул
Ашкаул — деревня в Канском районе Красноярском крае, Россия. Входит в состав Браженского сельсовета.

## История
В 1926 года село Ашкаул состояло из 283 хозяйств, основное население — русские. Центр Ашкаулского сельсовета Канского района Канского округа Сибирского края.

## Население
| 1926 | 2010 |
| ---- | ---- |
| 1374 | ↘598 |